# デクラン・オブライエン
デクラン・オブライエン（Declan O'Brien）は、アメリカ合衆国の映画監督、脚本家。主にホラー映画やTVムービーを手掛けている。

## 作品
- ネバー・サレンダー　肉弾烈戦（2015年）　キャタクター原案
- ロードキラー  デッド・スピード（2014年）　監督・脚本
- ネバー・サレンダー　肉弾無双（2013年）　脚本
- ハイジャッキング（2012年）　脚本
- クライモリ　デッド・パーティ（2012年）　監督・脚本
- クライモリ　デッド・ビギニング（2011年）　監督・脚本
- YOGAN -ヨウガン-（2011年、TVM）　脚本
- シャークトパス　SHARKTOPUS（2010年、TVM）　監督
- クライモリ　デッド・リターン（2009年）　監督
- サイクロプス（2008年、TVM）　監督
- レジェンド・オブ・アーク　～ノアの秘宝～（2008年、TVM）　監督・脚本
- ザ・ソード  マジック・ストーンと伝説の巨人（2008年、TVM）　監督・脚本
- アリスは悩める転校生（2007年）　原案
- グリズリー・プラネット（2006年、TVM）　脚本
- プレデタリアン（2003年）　制作総指揮